# デイ・シフト
『デイ・シフト』（原題：Day Shift）は、2022年のアメリカ合衆国のアクション・コメディ映画。監督は本作が長編映画デビュー作となるJ・J・ペリー。2022年8月12日にNetflixで配信された。

## あらすじ
アメリカ合衆国カリフォルニア州サンフェルナンド・バレーで清掃員を務めているバドは、実は本職は吸血鬼ハンターである。吸血鬼が密かに暗躍し、そして吸血鬼ハンターも一般人に存在を知られてはいけないという掟がある中で、バドは妻子にも本職を隠し、家族を守るために嘘の理由で別居していた。吸血鬼ハンターであることを隠すためのバドの不審な行動の数々は妻に不倫疑惑を抱かせた。収入も不安定で娘の学費を払うのにも苦労しているため、妻は娘を連れて遠いフロリダにある親元に帰ることを検討しているという。つまりはバドは家庭崩壊の危機にあった。
吸血鬼の牙は力の源であり、牙を売ることが吸血鬼ハンターの主な収入源だが、高く売れるのは何百年も生きた大物吸血鬼の牙で、中々手に入らない。バドは吸血鬼を確実に仕留めるためなら手段を選ばず、一般施設の破壊や一般人の眼の前での戦闘など規則破りが多く、以前に吸血鬼ハンターの組合を追い出された。モグリの店ではなく組合に正式に高値で牙を買い取ってほしいとバドは組合を訪ねて一応の許しは得たが、それでも期限までに娘の学費を支払うには足りない。より多くの牙を得ようと決意するバドだが、出戻りの問題児がまた騒ぎを起こさないかお目付け役が必要だとして、組織の事務員であるセスが同行することになった。吸血鬼退治の経験豊富だが荒々しい中年黒人のバド、知識は豊富だが現場を知らない若造白人セス、正反対ながらも二人は親交を深めていく。
バドはつい先日に、90歳ほどの老婆の吸血鬼を倒した。その牙には大した値段がつかなかった。だがその老婆は数百年を生きる大物吸血鬼オードリーの娘であり、彼女はバドへの復讐を誓った。オードリーは妙齢の女性の姿をしているが、かつてわけあって人間の娘を置き去りにし、娘が老いてから再会し、永遠の命を与えるために吸血鬼化させたのだ。オードリーはバドを苦しめるために、彼の関係者である妻子、そしてセスをつけ狙う。

## 登場人物・キャスト
バド・ヤブロンスキ（Bud Jablonski）
演：ジェイミー・フォックス
昼はプール清掃人だが、夜はヴァンパイアハンターとして働く。齢を経た吸血鬼の牙ほど価値が出るため、敢えて「寝かせる」という考えの者もいる中で、犠牲者を出さないため割に合わない退治も行い経験豊富。
セス（Seth）
演：デイヴ・フランコ
眼鏡、七三分け、スーツ姿、と典型的なホワイトカラーの青年。吸血鬼ハンター組合の事務員。
ヘザー（Heather）
演：ナターシャ・リュー・ボルディッゾ
バドが一人暮らししているアパートに越してきた女性。実はオードリーによって吸血鬼化させられており、バドに弱みがないか監視するため派遣された。オードリーに反感を持っており、バドの側につく。
ジョセリン・ヤブロンスキ（Jocelyn Jablonski）
演：ミーガン・グッド
バドの妻。
オードリー・サン・フェルナンド（Audrey San Fernando）
演：カーラ・ソウザ
ウーバー・ヴァンパイアと呼ばれる、強い力を持ち、人間を吸血鬼に変える能力を有する吸血鬼。愛娘のために吸血鬼が堂々と生きられる社会をつくろうと計画し、不動産王となり各地から吸血鬼たちを呼び寄せ、人間も次々と吸血鬼化させ、吸血鬼だけの街を築こうとしている。
マイク・ナザリアン（Mike Nazarian）
演：スティーヴ・ハウイー
兄弟で凄腕のヴァンパイアハンター。
ディラン・ナザリアン（Diran Nazarian）
演：スコット・アドキンス
兄弟で凄腕のヴァンパイアハンター。
クラウス（Klaus）
演：オリヴァー・マスッチ
オードリーの右腕的存在。
ビッグ・ジョン・エリオット（Big John Elliott）
演：スヌープ・ドッグ
バドと親交の深いヴァンパイアハンター。
ラルフ・シーガー（Ralph Seeger）
演：エリック・ラング
吸血鬼ハンター組合員で、セスの上司。
トロイ（Troy）
演：ピーター・ストーメア
モグリの店の店主。
ペイジ・ヤブロンスキ（Paige Jablonski）
演：ザイオン・ブロードナックス
バドの娘。

## 日本語吹替
| 役名               | 俳優                             | 日本語吹替                                                                                       |
| ------------------ | -------------------------------- | ------------------------------------------------------------------------------------------------ |
| バド・ヤブロンスキ | ジェイミー・フォックス           | 楠大典                                                                                           |
| セス               | デイヴ・フランコ                 | 早志勇紀                                                                                         |
| ジョセリン         | ミーガン・グッド                 | うえだ星子                                                                                       |
| オードリー         | カーラ・ソウザ                   | 石田嘉代                                                                                         |
| ペイジ             | ザイオン・ブロードナックス       | 山下音彩                                                                                         |
| ヘザー             | ナターシャ・リュー・ボルディッゾ | 三重野帆貴                                                                                       |
| ビッグ・ジョン     | スヌープ・ドッグ                 | 松本大                                                                                           |
| シーガー           | エリック・ラング                 | 木下浩之                                                                                         |
| トロイ             | ピーター・ストーメア             | 仲野裕                                                                                           |
| 役不明又はその他   | N/A                              | 平林剛 田島章寛 真木駿一 後藤光俊 野路ももこ 堂込聖美 大南友希 橋本信明 米本早希 佐治和也 中尾智 |
|                    | N/A                              |                                                                                                  |
| 演出               | N/A                              | 太田敏哉                                                                                         |
| 翻訳               | N/A                              | 早川麻衣                                                                                         |
| 調整               | N/A                              | 佐野泰弘 Formosa Group                                                                           |
| スタジオ           | N/A                              | 東北新社                                                                                         |

## 評価
レビュー・アグリゲーターのRotten Tomatoesでは125件のレビューで支持率は56%、平均点は5.60/10となった。Metacriticでは33件のレビューを基に加重平均値が51/100となった。